# Озіо-Сотто
Озіо-Сотто (італ. Osio Sotto) — муніципалітет в Італії, у регіоні Ломбардія,  провінція Бергамо.
Озіо-Сотто розташоване на відстані близько 480 км на північний захід від Рима, 36 км на північний схід від Мілана, 11 км на південний захід від Бергамо.
Населення — 12 290 осіб (2014).
Щорічний фестиваль відбувається 7 серпня. Покровитель —  San Zenone.

## Демографія
Населення за роками:

Станом на 1 січня 2023 року в муніципалітеті офіційно проживало 1559 іноземців з 59 країн, серед них 243 громадяни країн Євросоюзу та 60 громадян України.

## Сусідні муніципалітети
- Больтієре
- Брембате
- Філаго
- Левате
- Озіо-Сопра
- Верделліно